# Raklev Sogn
Raklev Sogn ist eine Kirchspielsgemeinde (dän.: Sogn) auf der dänischen Insel Seeland.
Bis 1970 gehörte sie zur Harde Ars Herred im damaligen Holbæk Amt, danach zur Kalundborg Kommune im Vestsjællands Amt, die wiederum im Zuge der Kommunalreform zum 1. Januar 2007 in der erweiterten Kalundborg Kommune in der Region Sjælland aufgegangen ist.

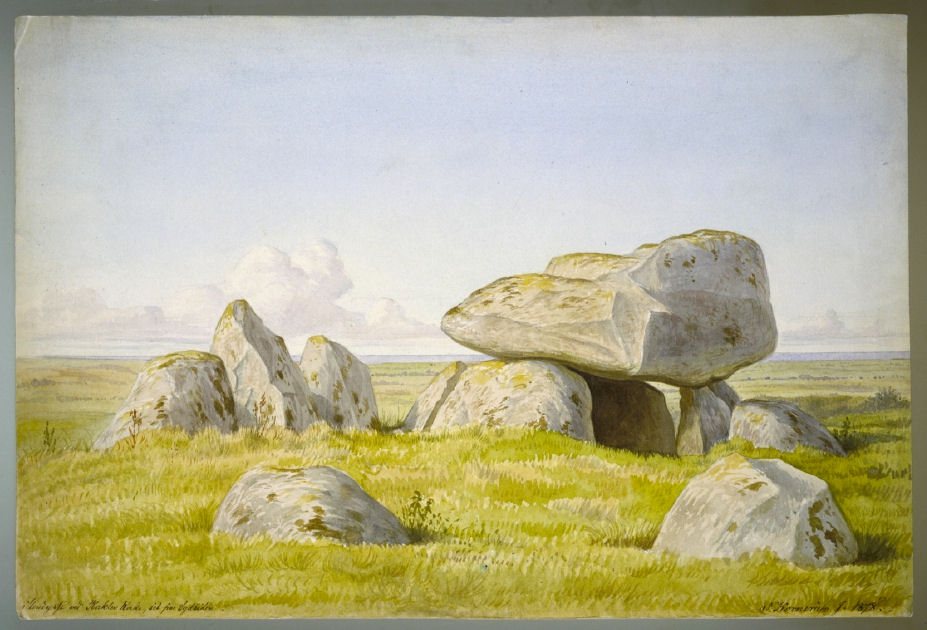
Raklevdysse

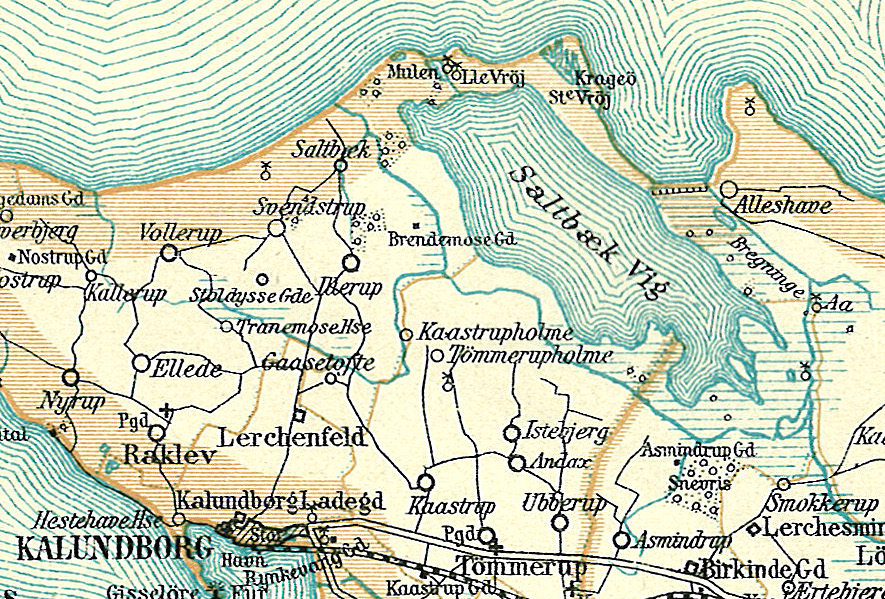
Raklevkarte

Am 1. Januar 2023 lebten von den 16.486 Einwohnern der Stadt Kalundborg 5998 im Kirchspiel, die „Raklev Kirke“ liegt auf dem Gebiet der Gemeinde.
Nachbargemeinden sind im Osten Tømmerup Sogn, im Süden Vor Frue Sogn und im Westen Røsnæs Sogn. Im Südwesten und im Norden grenzt das Kirchspiel an die Ostsee.